# Iwanowka (Region Altai, Schelabolichinski)
Iwanowka (russisch Ивановка) ist ein Selo (Dorf) in der russischen Region Altai. Der Ort gehört zur Landgemeinde Werch-Kutschukski selsowet im Schelabolichinski rajon.

## Geographie
Iwanowka befindet sich 31 Kilometer westlich vom Rajonzentrum Schelabolicha. Der Gemeindesitz Werch-Kutschuk liegt fünf Kilometer südöstlich. Die nächsten Bahnstationen sind die Station Rebricha an der Strecke von Barnaul in die kasachische Hauptstadt Astana 42 Kilometer (Luftlinie) südlich und Kamen-am-Ob an der Strecke von Barnaul nach Omsk 78 Kilometer nordwestlich.

## Geschichte
Der 1921 gegründete Ort hieß zunächst Iwanowski und hatte den Status einer Siedlung. Später wurde er zu einem Selo erhoben. 

### Bevölkerungsentwicklung
| Jahr | Einwohner |
| ---- | --------- |
| 2002 | 370       |
| 2010 | 279       |

Anmerkung: Volkszählungsdaten